# Боргата Тардити (Кунео)
Боргата Тардити је насеље у Италији у округу Кунео, региону Пијемонт.
Према процени из 2011. у насељу је живело 32 становника. Насеље се налази на надморској висини од 346 м.